# Batak (jezik)
Batak jezik (ISO 639-3: bya; babuyan, palawan batak, tinitianes), austronezijski jezik kojim se služi negritsko pleme palavanskih Bataka s otoka Palawan u Filipinima, svega 200 govornika (2000 S. Wurm) od ukupno 2 041 etničkih (1990 popis).
U upotrebi je i filipinski [fil].

## Vanjske poveznice
- Ethnologue (14th)
- Ethnologue (15th)